# Jimutavahana
Jimutavahana, levde under andra halvan av 1000-talet och första halvan av 1100-talet i Bengalen, sanskritlärd och författare av religiösa skrifter av dharmashastrakaraktär, främst Kalaviveka, om tiderna för religiösa ritualer, Vyavaharamatrika (eller Nyayaratnamatrika) om vyavahara (processrätt) och dayabhaga, om hinduisk arvsrätt.